# Kasper Glyngø
Kasper Glyngø (født 9. marts 1973) er en dansk lokalpolitiker for Socialdemokratiet. Han var borgmester i Hedensted Kommune fra 2018 til 2021. Glyngø blev valgt ind i kommunalbestyrelsen i 2014.